# Leistes superciliaris
La pecho colorado, loica cejiblanca, loica argentina (Leistes superciliaris) es un ave paseriforme de la familia Icteridae que habita en el continente americano. Pese a su nombre y color, pertenece al mismo género que los praderos, y está menos relacionado con el grupo de los tordos capitanes.

## Distribución y hábitat
Esta ave vive en el noreste de Brasil y en la parte sur de Sudamérica, a lo largo de Paraguay, Uruguay y Argentina. Las poblaciones del sur son parcialmente migratorias. Se ha registrado en el norte y en la Zona central de Chile.
Al igual que otras loicas, se lo asocia con el campo abierto, incluyendo prados, pastos y zonas de cultivo, preferentemente con arbustos bajos y cercas artificiales para que los machos puedan posarse y cantar. El macho vuela a una altura máxima de diez metros, y luego baja con las alas plegadas mientras canta en una especie de zumbido, seguido por una serie de notas entrecortadas.

## Nido
Construye un nido profundo sobre el suelo, en forma de cuenco y rodeado por pasto, entre pastizales altos. Por lo general, las diferentes parejas anidan cerca unas de otras y la hembra deposita entre tres y cinco huevos de color rojo parduzco cada vez. Esta especie sufre la amenaza de los tordos, quienes actúan como parásitos; en una ocasión se encontraron diecinueve huevos de tordo con un huevo de pecho colorado en el mismo nido.

## Descripción
Es un pequeño ictérido. El macho tiene un plumaje mayormente negro, con garganta, pecho y parte superior de las alas de color rojo intenso y una línea blanca junto a los ojos. La hembra tiene la parte superior de las alas de un color ocre, patas de color claro y líneas blancas sobre la cabeza y cerca del ojo. Los pichones son similares a las hembras, pero de plumaje más claro.
Esta especie está relacionada muy cercanamente con la loica pechirroja, L. militaris, el cual vive más al norte, y antiguamente era considerada una subespecie de la loica cejiblanca. La loica cejiblanca macho puede distinguirse fácilmente por la línea blanca que parte del ojo, pero las hembras de las dos especies son casi idénticas, con la única diferencia de que L. militaris tiene un pico más largo y pequeño, alas más cortas y patas más rojizas y menos rayadas que L. superciliaris.

## Alimentación
Esta ave gregaria se alimenta principalmente de insectos y de algunas semillas, incluyendo arroz, y escarba en la tierra como un tordo arrocero.  
El pecho colorado se ha beneficiado de la tala de bosques y de la cría en granjas, y extiende su rango cada vez más. 